# Léo Ferré
Léo Albert Charles Antoine Ferré (Mónaco, 24 de agosto de 1916-Castellina in Chianti, Italia; 14 de julio de 1993) fue un cantautor, pianista y poeta monegasco nacido francés. Al haber compuesto más de cuarenta álbumes originales en un período de 46 años, es el cantautor más prolífico de la lengua francesa. Se definió a sí mismo como anarquista, forma de pensar que inspiró grandemente su obra. Junto con el belga Jacques Brel (1929-1978) y con Georges Brassens (1921-1981), es considerado uno de los grandes compositores de la chanson.

## Biografía

### Infancia
Hijo de Joseph Ferré, director del personal del Casino de Monte Carlo, y de Marie Scotto, costurera de origen italiano, junto con Lucienne, dos años mayor que él.
Léo Ferré se interesó en la música desde edad temprana. A los cinco años, se unió al coro de la Catedral de Mónaco como soprano. Descubrió la polifonía a través de las obras de Palestrina y de Tomás Luis de Victoria. Su tío, Albert Scotto, antiguo violinista de la orquesta de Monte Carlo y director de teatro del Casino, lo hace asistir a las representaciones y ensayos con lugar en la Ópera de Monte Carlo, que en ese momento era la meca de la vida musical internacional. Allí escuchó la voz de Fiódor Chaliapin, presencia la dirección de Arturo Toscanini, y descubre a Beethoven. Pero aquello que le impresiona más es la presencia del compositor Maurice Ravel en los ensayos de L'enfant et les sortilèges.
A los nueve años entró al colegio cristiano de San Carlos de Bordighera, donde permaneció por ocho años. Después escribiría sobre su infancia solitaria y encerrada en una ficción autobiográfica titulada Benoît Misère (1970). Aumentó su conocimiento sobre la teoría de la música y, a la edad de 14 años, compuso el Kyrie de una misa y la melodía para un poema de Verlaine, Soleils couchants.
En secreto, él leía a los autores considerados subversivos por los padres del colegio: Voltaire, Baudelaire, Verlaine, Rimbaud, Mallarmé.
De regreso a Mónaco para obtener su título, se volvió un escritor independiente para el periódico Le Petit Niçois, como crítico musical, lo que le permitió acercarse a maestros de orquesta tan prestigiosos como  Antal Dorati o Mitropoulos. En esta época descubrió Daphnis et Chloé y el Concerto pour la main gauche, de Ravel, bajo la dirección de Paul Paray, así como el Boléro y la Pavane pour une infante défunte, dirigidos por el compositor en persona.
Se gradúa en Filosofía en el Liceo de Mónaco. Su padre se opone a que entre en el conservatorio de música.

### Trayectoria
En 1935, viaja a París para asistir a la escuela de leyes. Poco interesado en los acontecimientos políticos de su época, continúa sus lecciones de piano de manera autodidacta, al mismo tiempo que madura en su redacción. Con una licenciatura en ciencias políticas regresa a Mónaco en 1939, un año antes de ser reclutado. Es asignado a la infantería y dirige un grupo de tiradores argelinos. Su vocación como compositor se afirma después de este momento. 
En 1940, con motivo de la boda de su hermana, escribió un Ave María para órgano y violonchelo, y comienza a componer la música para canciones escritas por un amigo suyo. Con este material se presenta por primera vez en público, el 26 de febrero de 1941, en el Teatro de Bellas Artes de Monte Carlo, bajo el nombre de Forlane. Sus primeros textos personales datan de este año. Al final de un concierto en Montpellier donde se presentaba el cantante Charles Trenet (1913-2001), Ferré le cantó tres de sus canciones, pero Trenet le aconsejó que no cantara, y que se contentara con escribir para los demás. 
En 1943, René Baer le confió la letra de canciones que serían un éxito después: La chanson du scaphandrier y La chambre. El mismo año, Ferré se casa con Odette Shunck, a quien conoció en Castres, en 1940. La pareja se muda a una granja en Beausoleil, en las colinas de Mónaco. En 1945, Ferré conoce a Édith Piaf, que le anima a probar suerte en París. 
Ils broyaient du noir, L'opéra du ciel y Suzon son hoy las grabaciones más antiguas conocidas de Léo Ferré. Fueron encontradas por su hijo, Mathieu Ferré, en la oficina de su padre; junto a partituras y manuscritos, descubrió una docena de grabaciones. La mayoría eran totalmente inutilizables y solo esas tres canciones se pudieron recuperar.
A finales del verano de 1946, Léo Ferré se trasladó a la capital. Consiguió un acuerdo por tres meses para cantar en el cabaret  Le Boeuf sur le Toit, donde se acompañó con el piano. Formó una amistad con el cantautor Jean-Roger Caussimon (1918-1985), a quien le preguntó si le permitía convertir su poema A la Seine en una canción. Juntos compusieron varias canciones especialmente apreciadas por su público, como Monsieur William (1950), Le temps du tango (1958), Comme à Ostende (1960) y Ne chantez pas la mort (1972).
En abril de 1947, Ferré se comprometió a una gira en Martinica, que terminó siendo un fracaso y confirmó su aversión a viajar. Sin dinero, tuvo que trabajar seis meses para volver. A su regreso, comenzó a frecuentar a los anarquistas españoles exiliados durante la dictadura de Franco. Esta alimenta su visión romántica de España, que lo inspiraran para escribir Le bateau espagnol y Le flamenco de Paris.
Este periodo le fue difícil emocional y financieramente. Durante siete largos años tuvo que conformarse con compromisos episódicos en los diferentes bares de la ciudad: Les Assassins, Aux Trois Mailletz, L'Écluse, Le Trou, Le Quod Libetel o Milord l'Arsouille, los últimos tres dirigidos sucesivamente por su amigo Francis Claude, junto con quien escribiría varias canciones, incluyendo La vie d’artiste (1950), haciendo eco a su reciente divorcio de Odette.
Él terminó consiguiéndose una buena reputación, no sin dificultades, para llegar sus canciones a la voz de algunos de los artistas de la época: Édith Piaf, Henri Salvador, Giraud Yvette, Les Frères Jacques. Pero fue en la cantante Catherine Sauvage que él encuentra a la embajadora más leal, apasionada y persuasiva de su obra.
El tema Avec le temps, escrito y compuesto en 1969 y grabado en octubre de 1970, fue una de sus canciones más reconocidas, tenía que formar parte del volumen núm. 2 del disco Amour-Anarchie, pero se acabó editando en un disco sencillo de 45 r. p. m. Debido a su inmediato éxito, volvió a aparecen en 1972 en una compilación del cantante bajo el título Les Chansons d'amour. Ese mismo año, él mismo hizo una versión en italiano (Col tempo) que incluyó el disco La Solitudine.

## Discografía

### Álbumes de estudio
| - 1953: Paris canaille - 1954: Chansons de Léo Ferré - 1954: Le Piano du pauvre - 1956: Le Guinche - 1956: Poète... vos papiers ! - 1957: Les Fleurs du mal - 1957: La Chanson du mal-aimé - 1958: Encore du Léo Ferré - 1960: Paname - 1961: Les Chansons d'Aragon - 1962: La Langue française - 1964: Ferré 64 - 1964: Verlaine et Rimbaud - 1966: Léo Ferré 1916-19… - 1967: Cette chanson (La Marseillaise) - 1967: Léo Ferré chante Baudelaire - 1969: L'Été 68 - 1969: Les Douze Premières Chansons de Léo Ferré | - 1970: Amour Anarchie - 1971: La Solitude - 1972: La Chanson du mal-aimé - 1972: La Solitudine - 1973: Il n'y a plus rien - 1973: Et… basta ! - 1974: L'Espoir - 1975: Ferré muet... dirige - 1976: Je te donne - 1977: La musica mi prende come l'amore - 1977: La Frime - 1979: Il est six heures ici et midi à New York - 1980: La Violence et l'Ennui - 1982: Ludwig-L'imaginaire-Le bateau ivre - 1983: L'Opéra du pauvre - 1985: Les Loubards - 1986: On n'est pas sérieux quand on a dix-sept ans - 1990: Les Vieux Copains - 1991: Une saison en enfer |